# Проблема здорового глузду (штучний інтелект)
У дослідженні штучного інтелекту здоровий глузд складається з фактів про повсякденний світ, таких як «Лимони кислі», «Вода мокра», «Лід холодний», що всі люди повинні знати. Першою програмою штучного інтелекту, яка займалася знанням про здоровий глузд, була Advice taker створена 1959 року Джоном Маккарті.
На даний момент, це невирішена проблема, що безпосередньо стосується сильного штучного інтелекту. Створення сильного штучного інтелекту є основою діяльності Інституту Аллена з питань штучного інтелекту. Здоровий глузд може підкріпити міркування здорового глузду — можливість робити висновки, такі як «Ви можете спекти торт, тому що ви хочете, щоб люди їли торт». Процес обробки природної мови може бути приєднаний до бази знань здорового глузду, щоб дати базі знань можливість відповісти на загальні запитання про світ. Здоровий глузд також допомагає вирішувати проблеми неповноти інформації. Спираючись на поширені переконання щодо предметів повсякденного життя, або здоровий глузд, системи штучного інтелекту створюють припущення про здоровий глузд або припущення за замовчуванням про невідоме, подібно до того, як це роблять люди. Простими словами це виражається як «Зазвичай P вірно», «Зазвичай P» або «Типово P отже вважатимемо P». Наприклад, якщо ми знаємо, що «Аркадій — птах» і загальновідомий факт — «зазвичай птахи літають», не знаючи нічого іншого про Аркадія, ми з певним ступенем впевненості можемо стверджувати, що «Аркадій може літати». Зважаючи на те, що знання про навколишній світ постійно оновлюються, а старі можуть ставати неактуальними, система штучного інтелекту може переглядати свої попередні припущення про навколишні об'єкти. Це досягається шляхом аналізу попередніх припущень (або reason maintenance). Наприклад, через деякий час система вивчає, що існують птахи, які не вміють літати, як то наприклад птахи Ківі, а також те, що «Аркадій — птах Ківі». Зважаючи на це, шляхом аналізу попередніх припущень, отримаємо «Аркадій не може літати».

## Міркування здорового глузду
Розсуд імітує здатність людини робити припущення про тип і сутність буденних ситуацій, з якими вони стикаються щодня, включаючи час або періодичність явища, відсутність інформації про нього або її неповноту, причини і наслідки цього явища. Здатність пояснювати причини і наслідки є важливим аспектом штучного інтелекту, здатного аргументувати (підкріплювати) свої рішення логічними доводами (пояснювальний штучний інтелект або англ. XAI).
Порівняно з людьми, усі існуючі комп'ютерні програми, що мають на меті наближення до штучного інтелекту людського рівня (сильного штучного інтелекту), досі демонструють доволі слабкі результати. Наприклад, тест Winograd Schema Challenge. Досягнення програмами штучного інтелекту рівня наближеного до людського у питаннях здорового глузду вважається еквівалентним проблемі створення сильного штучного інтелекту. Проте, деякі виступають проти цього поняття і вважають, що співчутливий інтелект також необхідний для створення штучного інтелекту людського рівня. Міркування здорового глузду успішно застосовуються в більш обмежених областях, таких як автоматизований діагноз
або аналіз.

## Використання
Близько 2013 року дослідники MIT розробили BullySpace, розширення розумної бази знань ConceptNet для пошуку коментарів з негативним емоційним забарвленням у соціальних медіа. BullySpace містив понад 200 семантичних тверджень, заснованих на стереотипах, щоб допомогти системі зробити висновок, що коментарі, такі як «Покладіть перуку і помаду і будьте тим, ким Ви є насправді», скоріше, будуть образою, якщо вони спрямовані на хлопчика, ніж на дівчину.
ConceptNet також використовується у чат-ботах та комп'ютерами, що створюють вигадані історії. У  Ліверморській національній лабораторії, здоровий глузд був використаний у  програмному агенті для виявлення порушень договору про всеосяжну заборону ядерних випробувань.

## Дані
Як приклад, з 2012 року ConceptNet включає в себе ці 21 мовно-незалежні відносини:
- IsA (укр. Є)
- UsedFor (укр. Використовується для)
- HasA (укр. Має)
- CapableOf (укр. Здатний на)
- Desires (укр. Бажає)
- CreatedBy (укр. Створений кимось/чимось)
- PartOf (укр. Частина чогось)
- Causes (укр. Спричиняє)
- LocatedNear (укр. Знаходиться біля)
- AtLocation (укр. На позиції)
- DefinedAs (укр. Визначається як)
- SymbolOf (укр. Є символом)
- ReceivesAction (укр. Відчуває на собі дію)
- HasPrerequisite (укр. Має передумову)
- MotivatedByGoal (укр. Вмотивований метою)
- CausesDesire (укр. Спричиняє бажання)
- MadeOf (укр. Зроблений(складається) з)
- HasFirstSubevent (укр. Має першу ознаку)
- HasSubevent (укр. Має ознаку (підподію))
- HasLastSubevent (укр. Має останню ознаку)

## Основи розуміння знань
- Cyc
- Open Mind Common Sense[en] (джерело даних) і ConceptNet[en] (сховище даних і рушій обробки природної мови)
- Mindpixel[en]
- True Knowledge[en]
- DBpedia
- Graphiq[en]